# Hermann von Billerbeck
Hermann von Billerbeck (* im 14. Jahrhundert; † im 14. Jahrhundert) war ein römisch-katholischer Geistlicher, Beauftragter des Bischofs am päpstlichen Hof und Domherr in Münster.

## Leben
Hermann von Billerbeck entstammte dem Adelsgeschlecht Billerbeck und war der Sohn des Ritters Wilhelmus de Bilrebeke, eines Burgmanns in Nienborg. Angaben über seine Mutter sind nicht überliefert.
Er war im Besitze des Magistergrades und diente als Bevollmächtigter des Paderborner Bischofs Balduin von Steinfurt am päpstlichen Hofe. Das Kapitelstatut vom 21. September 1313 wurde von ihm nachträglich gesiegelt. 1343 erhielt er päpstliche Zusagen auf Kanonikate im Kollegiatstift St. Johann in Osnabrück, im Kanonikerstift St. Martin in Kranenburg und in Münster. Weitere Präbenden folgten im Jahr darauf für die Pfarrkirche in Rheine sowie für St. Nicolai in Magdeburg. Im Juli 1353 ist Hermann als Stellvertreter des Lubbert von Ramsberg in dessen Funktion als Offizial der münsterischen Kurie belegt.